# Puntigrus anchisporus
Puntigrus anchisporus (лат.) — вид небольших лучепёрых рыб семейства карповых.
Является эндемиком острова Калимантан. Встречается в реках Капуас, Махакам и Булунган.

## Описание
Длина тела достигает 6,6 см. Продолжительность жизни 3-4 года. Окраска тела серебристого цвета с четырьмя вертикальными, чёрными с зеленоватым оттенком, полосами. Имеет сходство с суматранским барбусом.